# 美索不達米亞沼澤
美索不達米亞沼澤又稱伊拉克沼澤（阿拉伯语：‎）或底格里斯-幼發拉底沖積鹽沼 ，為伊拉克南部與伊朗西南部的濕地，包括中部沼澤（由底格里斯河的岔流供水）、哈維則沼澤（伊朗側由卡赫河供水，伊拉克側由底格里斯河的岔流供水）與哈馬爾沼澤（由幼發拉底河及其支流供水）等三部分，曾為歐亞大陸西部最大的濕地生态系统，三塊沼澤過去在豐水期時水流會交錯為一體。
因地處沙漠，美索不達米亞沼澤為當地少有的水域地景，孕育多種野生動植物，且為沼澤阿拉伯人（馬丹人）世居之地。1950年代起伊拉克政府開始抽乾美索不達米亞沼澤，將沼澤地轉為農用或石油探勘，1980年代晚期至1990年代薩達姆·海珊任內為將信仰什葉派為主的沼澤阿拉伯人驅離此地而加速抽乾沼澤的計畫，1950年代沼澤阿拉伯人的人數約為50萬，抽乾沼澤後僅餘約2萬人。2003年沼澤面積僅存原本的一成，海珊政權倒台後抽乾美索不達米亞沼澤的計畫停止，部分流落在外的沼澤阿拉伯人陸續遷回
，濕地也緩慢恢復，但仍受土耳其、敘利亞與伊朗在當地河流上游構築水壩攔水的影響。2016年美索不達米亞沼澤獲選世界遺產。

## 生態

2000年至2009年美索不達米亞沼澤的衛星空照圖變化情形

美索不達米亞沼澤的生物群系屬氾濫草甸和氾濫稀林，濕地中的植物包括芦苇、长苞香蒲與紙莎草等，濱岸林的植被則由胡杨、檉柳與柳樹（Salix acmophylla）等組成。沼澤中的鳥類約有40種，包括火烈鸟、鹈鹕、美索不達米亞烏鴉（冠小嘴烏鴉的亞種）與多種鹭，以及埃及聖䴉與紅蛇鵜等瀕危物種，過去此處還是自西伯利亞遷徙至非洲的多種候鳥中停的地點，目前全世界約四成至六成的云石斑鸭、以及九成的巴士拉苇莺均棲息於美索不達米亞沼澤中。抽乾美索不達米亞沼澤的計畫造成嚴重的生態破壞，至少有印度豪猪、布恩地鼠與狼等7種動物已自此地絕跡，歐亞水獺與馬克士威江獺（Lutrogale perspicillata maxwelli，江獺的伊拉克亞種）經調查後證實仍存在沼澤中。